# Сидней (футболист)
Сидней Решёл да Силва Жуниор (порт. Sidnei Rechel da Silva Júnior; 23 августа 1989, Алегрети), известный как Сидней — бразильский футболист, центральный защитник.

## Биография
Сидней родился в Алегрети и начал профессиональную карьеру в клубе «Интернасьонал», став частью команды, выигравшей в 2007 году «Рекопа Южной Америки». 24 июля 2008 года он подписал пятилетний контракт с португальской «Бенфикой», которая заплатила 5 млн евро за 50 % прав на футболиста.
В своем первом сезоне в Португалии Сидней нечасто появлялся в составе, тем не менее ему удалось сыграть 24 матча в лиге и забить 3 гола, в том числе в победном дерби против «Спортинга» 27 сентября 2008 года.
В ноябре 2008 года «Бенфика» выкупила оставшиеся 50 % прав на футболиста за 2 млн евро. Однако в сезоне 2009/10 Сидней сыграл лишь 5 матчей. В тот год «Бенфика» вернула себе чемпионский титул спустя пять лет.
Проведя первую половину сезона 2010/11 на скамейке, Сидней вернулся в стартовый состав после продажи Давида Луиса в «Челси» в зимнее трансферное окно. 21 февраля 2011 года он был удален в игре лиги против «Спортинга», но «орлам» все-таки удалось выиграть 2-0. 28 марта 2011 года Сидней продлил свой контракт ещё на три года, до 2016 года. Однако после нескольких неудачных матчей игрок уступил своё место в основе Жарделу.
В июне 2011 года турецкий «Бешикташ» согласовал с «Бенфикой» детали аренды Сиднея на один год с опцией последующего выкупа. 19 сентября он сделал первый в карьере дубль — в ворота «Анкарагюджю».
Турки не стали использовать опцию выкупа контракта Сиднея, и игрок вернулся в Португалию, однако руководство команды на него не рассчитывало и перевело его в резервную команду. 29 июля 2013 года Сидней и Пицци были отданы в аренду в «Эспаньол» на один год.
1 сентября 2014 года Сидней перебрался в «Депортиво Ла-Корунья», также в аренду. Игрок отыграл в первом сезоне в 32 матчах, и клуб продлил аренду ещё на один год.

## Достижения
Интернасьонал
- Рекопа Южной Америки: 2007

Бенфика
- Чемпион Португалии: 2009/10
- Обладатель Кубка Португалии: 2008/09, 2009/10, 2010/11
- Обладатель Суперкубка Португалии: 2014